# Aleksander Pełczyński
Aleksander Pełczyński, né le 2 juillet 1932 à Tarnopol (autrefois Pologne, aujourd'hui Ukraine) et mort le 20 décembre 2012, est un mathématicien polonais.

## Biographie
Pełczyński a étudié les mathématiques de 1950 à 1956 à l'université de Varsovie et en 1958 a soutenu sa thèse Isomorphic properties of Banach spaces connected with weak unconditional convergence of series sous la direction de Stanisław Mazur. De 1967 jusqu'à son poste de professeur émérite en 2002, il a travaillé à l'Académie polonaise des sciences. Depuis 1967, il est rédacteur en chef du journal de mathématiques Studia Mathematica.
Le principal domaine d'étude de Pełczyńskis est l'analyse fonctionnelle, et tout particulièrement la théorie des espaces de Banach. En 1961, il a obtenu le prix Stefan-Banach et en 1996, l'Académie polonaise des sciences lui a attribué la Médaille Stefan-Banach. Depuis 2005, il est docteur honoris causa de l'université Adam Mickiewicz de Poznań.
En 1983, il a présenté un exposé en séance plénière devant le Congrès international des mathématiciens (Structural Theory of Banach Spaces and Its Interplay with Analysis and Probability). Depuis 1986, il est membre de l'Académie des sciences de Berlin-Brandebourg.